# Ryska flottans kuststridskrafter
Ryska flottans kuststridskrafter bildades 1989 genom en sammanslagning av Rysslands kustartilleri och Rysslands marininfanteri samt genom överförande av marina förband samt förband från Rysslands armé stationerade vid kusten.

## Organisation 2010

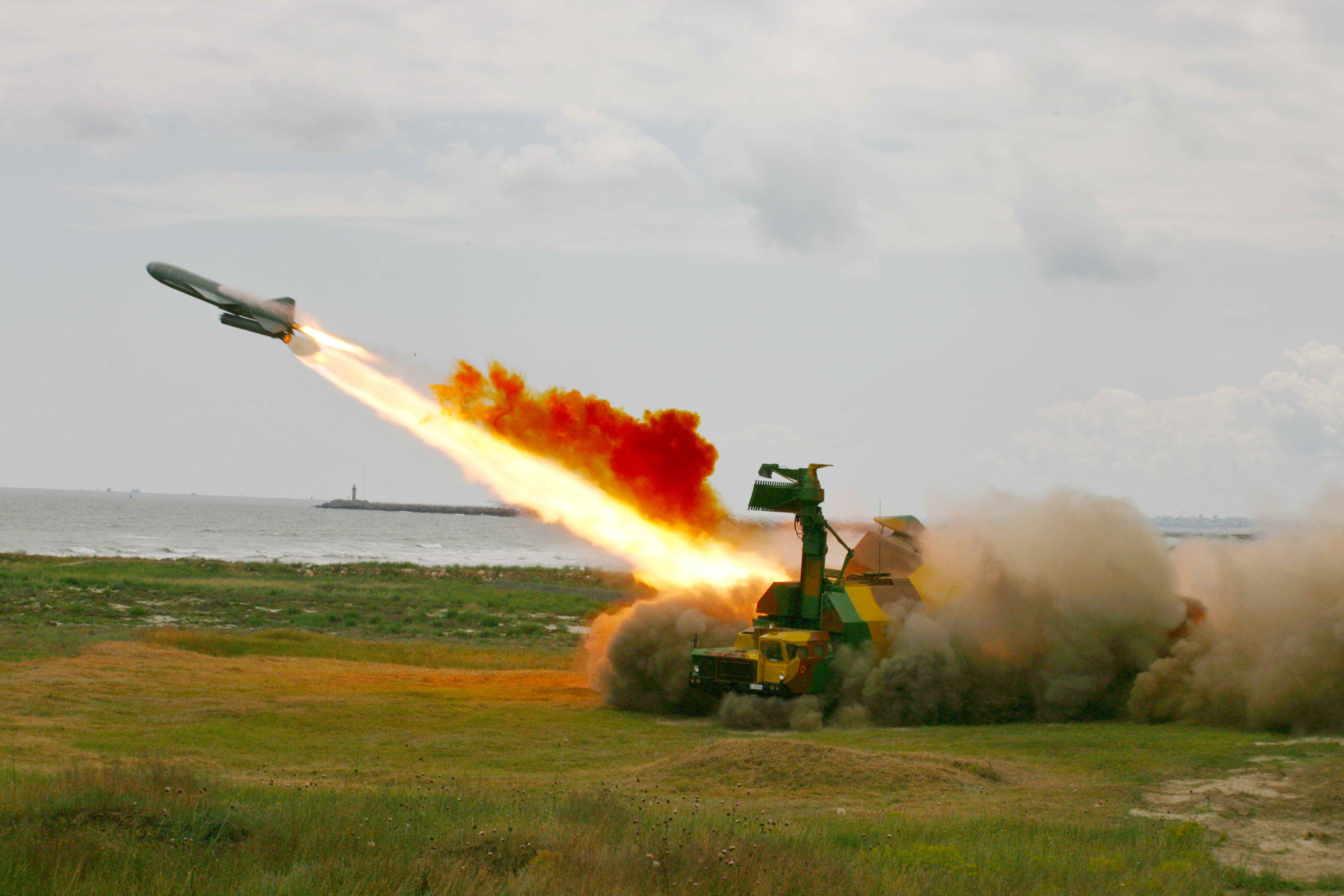
Kustrobot 4К51 "Rybezj" ingår fortfarande i det ryska kustartilleriet.

### Stillahavsflottan
- 72. avdelta kustrobotregementet
- 520. avdelta kustartilleribrigaden
- 155. marininfanteribrigaden
- 3. avdelta marininfanteriregementet
- 217. avdelta telekrigföringsregementet
- 1532. luftvärnsrobotregementet

### Svartahavsflottan
- 11. avdelta kustartilleribrigaden
- 810. marininfanteribrigaden
- 382. avdelta marininfanteribataljonen
- 1096. avdelta luftvärnsrobotregementet

### Baltiska flottan
- 25. avdelta kustrobotregementet
- 336. avdelta gardesmarininfanteribrigaden
- 79. avdelta gardesmotorskyttebrigaden
- 7. avdelta motorskytteregementet
- 152. gardesrobotbrigaden
- 244. artilleribrigaden
- 22. luftvärnsrobotregementet
- 742. sjöbevakningscentralen

### Ishavsflottan
- 536. avdelta kustartilleribrigaden
- 61. avdelta Kirkeneska marininfanteribrigaden
- Avdelta kommendanturkompaniet i Severomorsk
- 160. attackdykargruppen
- 269. attackdykargruppen
- 313. attackdykargruppen
- 420. marinspaningsgruppen
- 180. avdelta marinvägbyggnadsingenjörbataljonen
- 516. sjöbevakningscentralen
- 215. telekrigföringsregementet
- 200. avdelta Petjengiska motorskyttebrigaden

### Kaspiska flottiljen
- 414. avdelta marininfanteribataljonen
- 727. avdelta marininfanteribataljonen